# Canton de Versailles-Nord
Le canton de Versailles-Nord est une ancienne division administrative française, située dans le département des Yvelines et la région Île-de-France.

## Composition

### De sa création à 1967
Le canton de Versailles-Nord comprenait une partie de Versailles et la commune de Viroflay.

### De 1967 à 2015
Le canton de Versailles-Nord comprenait une partie de la commune de :
- Versailles, fraction de commune : 32 177 habitants (chef-lieu de canton).

## Représentation

### Conseillers généraux de 1833 à 1967 (Seine-et-Oise) et de 1967 à 2015 (Yvelines)
| Période | Période      | Identité                           | Étiquette             | Qualité |
| ------- | ------------ | ---------------------------------- | --------------------- | --- |
| 1833    | 1842 (décès) | François Joseph Deschiens          |                       | Avocat, ancien avoué à la cour royale de Paris Propriétaire, conseiller municipal de Versailles                                                           |
| 1843    | 1866 (décès) | François Edme Frémy                |                       | Pharmacien et chimiste, conseiller municipal de Versailles Secrétaire perpétuel de la Société d'Agriculture                                               |
| 1866    | 1871         | Edme Pierre Ploix                  |                       | Secrétaire perpétuel de la Société d'Agriculture Avoué - Maire de Versailles (1863-1869), conseiller d'arrondissement                                     |
| 1871    | 1878 (décès) | Hippolyte de Magny                 | Républicain           | Directeur des contributions indirectes Maire de Versailles (1873)                                                                                         |
| 1878    | 1882 (décès) | Antoine Alfred Mainguet            |                       | Ancien adjoint au Maire de Versailles |
| 1882    | 1889         | Jean-Baptiste Ottenheim            | Républicain           | Industriel, Président du Tribunal de commerce de Versailles, conseiller d'arrondissement                                                                  |
| 1889    | 1895         | François Robert dit Frantz Blondel | Droite                | Architecte à Versailles Conseiller municipal de Versailles (1884-1895)                                                                                    |
| 1895    | 1925         | Louis Legrand                      | URD                   | Avocat à Versailles, conseiller d'arrondissement, Sénateur (1900-1909) Ancien Maire de Lille (1881-1896)                                                  |
| 1925    | 1935 (décès) | Henri Simon                        | URD                   | Avocat, ancien maire de Versailles (1913-1919) |
| 1935    | 1940         | François Fourcault de Pavant       | PSF                   | Avocat Conseiller municipal puis adjoint au maire de Versailles Maire de Versailles (1940-1944) Député (1936-1942) Nommé conseiller départemental en 1943 |
|         |              |                                    |                       | |
| 1945    | 1949         | Émile Labeyrie                     | App. PCF              | Gouverneur de la Banque de France puis Premier Président de la Cour des comptes (1936-1940) Maire de Versailles (1944-1947)                               |
| 1949    | 1977 (décès) | André Mignot                       | RPF puis ARS puis CNI | Avocat Maire de Versailles (1947-1977) Député (1951-1962) - Sénateur (1968-1977)                                                                          |
| 1978    | 1994         | Jacques Leport                     | UDF-CDS               | Avocat Adjoint au maire de Versailles |
| 1994    | 2015         | Alain Schmitz                      | RPR puis UMP          | Commissaire-priseur Président du Conseil Général (2009-2015) Sénateur (mai-septembre 2004) Ancien Adjoint au Maire de Versailles                          |

### Conseillers d'arrondissement (de 1833 à 1940)
Seine-et-Oise, Arrondissement de Versailles.
| Période                                  | Période          | Identité                                    | Étiquette          | Qualité |
| ---------------------------------------- | ---------------- | ------------------------------------------- | ------------------ | --- |
| 1833                                     | 1842             | Louis François Fricotté (1779-1854)         |                    | Ancien négociant, Premier adjoint au maire de Versailles                                                    |
| 1842                                     | 1848             | Philippe Usquin                             |                    | Lieutenant-colonel de la Garde nationale de Versailles                                                      |
| 1848                                     | 1866             | Edme Pierre Ploix                           |                    | Secrétaire perpétuel de la Société d'Agriculture, avoué - adjoint au maire de Versailles                    |
| 1867                                     | 1877             | André Émile Fourcault de Pavant (1810-1898) |                    | Officier de cavalerie, propriétaire du domaine de Glatigny à Versailles                                     |
| 1877                                     | 1882 (démission) | Jean-Baptiste Ottenheim                     | Républicain        | Industriel, Président du Tribunal de commerce de Versailles                                                 |
| 1882                                     | 1895             | Louis Legrand                               | Républicain modéré | Président de la Chambre des avoués de Versailles, maire de Lille, suppléant du juge de paix à Versailles    |
| 1895                                     | 1919             | Georges Manuel                              | Droite             | Propriétaire à Versailles                                                                                   |
| 1919                                     | 1928             | Louis Manuel (fils du précédent)            | Droite             | Propriétaire à Versailles                                                                                   |
| 1928                                     | 1934             | Joseph Galimard (1878-1957)                 | URD                | Médecin, pharmacien, licencié ès sciences, adjoint au maire de Versailles                                   |
| 1934                                     | 1940             | Pierre Bru                                  | URD                | Adjoint au maire de Versailles                                                                              |
| 1940                                     |                  |                                             |                    | Les conseils d'arrondissement ont été suspendus par la loi du 12 octobre 1940 et n'ont jamais été réactivés |
| Les données manquantes sont à compléter. |                  |                                             |                    | |

## Démographie
| 1962 | 1968 | 1975 | 1982 | 1990   | 1999   | 2006   | 2011   | 2012   |
| ---- | ---- | ---- | ---- | ------ | ------ | ------ | ------ | ------ |
| -    | -    | -    | -    | 33 553 | 32 177 | 32 747 | 32 148 | 32 042 |

## Conseillers généraux du canton deVersailles-Ouest
| Période | Période | Identité         | Étiquette | Qualité |
| ------- | ------- | ---------------- | --------- | ------- |
| 1968    | 1988    | François Schmitz | UDF-PR    |         |

Canton | Cantons des Yvelines